# DFB-Pokal

Logo utilizzato dal 2009 al 2016

La Coppa di Germania, il cui nome ufficiale in tedesco è DFB-Pokal (dalle iniziali di Deutscher Fußball Bund Pokal, cioè Coppa della Federazione calcistica tedesca) è un torneo calcistico ad eliminazione diretta che si svolge in Germania con cadenza annuale. È il secondo trofeo nazionale per importanza dopo la Bundesliga. Il vincitore si qualifica per la Supercoppa di Germania e la UEFA Europa League, a meno che non sia già qualificato a una coppa europea grazie alla posizione in campionato.

## Formula

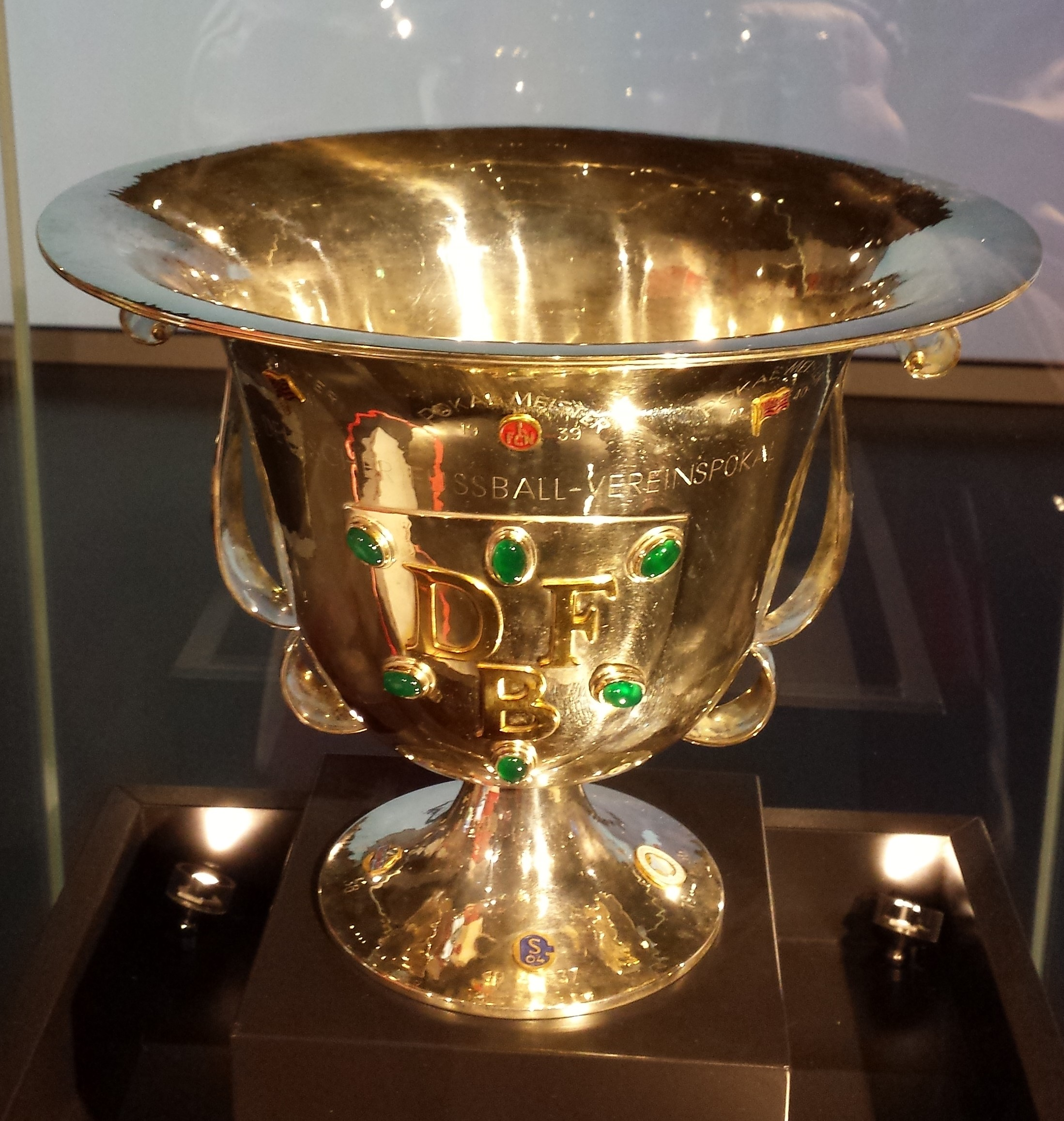
La versione precedente del trofeo.

Sono ammesse direttamente al primo turno della competizione le 36 squadre della Bundesliga e della Zweite Bundesliga, insieme alle squadre classificatesi ai primi quattro posti della Dritte Liga (terza divisione).
Gli altri club di terza serie, nonché quelli della semi-professionistica Regionalliga (quarta divisione) e dei campionati amatoriali (a partire dal 5º livello e procedendo verso il basso) possono entrare nel torneo attraverso 21 "coppe regionali" che fungono da qualificazione, gestite da ogni associazione calcistica regionale federata alla DFB. Ciascuna compagine vincitrice (più altre tre squadre, nominate ciascuna da una delle associazioni con più club qualificati) accedono alla Coppa di Germania della stagione seguente.
I turni sono tutti a gara secca, in casa della squadra militante nella serie inferiore: se le squadre sono nel medesimo campionato, il campo viene scelto tramite sorteggio. Dal 1985 la finale si gioca allo Stadio Olimpico di Berlino.
In caso di parità dopo i 90 minuti regolamentari, per determinare la squadra vincitrice sono previsti due tempi supplementari da 15 minuti ciascuno ed eventualmente i calci di rigore.
La vincitrice della DFB-Pokal ottiene il diritto di partecipare alla UEFA Europa League partendo direttamente dalla fase a gironi.

## Albo d'oro
- 1935:  Norimberga (1º)
- 1936:  VfB Lipsia (1º)
- 1937:  Schalke 04 (1º)
- 1938:  Rapid Vienna (1º)
- 1939:  Norimberga (2º)
- 1940:  Dresdner SC (1º)
- 1941:  Dresdner SC (2º)
- 1942:  Monaco 1860 (1º)
- 1943:  First Vienna (1º)
- 1952-1953:  Rot-Weiss Essen (1º)
- 1953-1954:  Stoccarda (1º)
- 1954-1955:  Karlsruhe (1º)
- 1955-1956:  Karlsruhe (2º)
- 1957:  Bayern Monaco (1º)
- 1957-1958:  Stoccarda (2º)
- 1958-1959:  Schwarz-Weiß Essen (1º)
- 1959-1960:  Borussia M'gladbach (1º)
- 1960-1961:  Werder Brema (1º)
- 1961-1962:  Norimberga (3º)
- 1962-1963:  Amburgo (1º)
- 1963-1964:  Monaco 1860 (2º)
- 1964-1965:  Borussia Dortmund (1º)
- 1965-1966:  Bayern Monaco (2º)
- 1966-1967:  Bayern Monaco (3º)
- 1967-1968:  Colonia (1º)
- 1968-1969:  Bayern Monaco (4º)
- 1969-1970:  Kickers Offenbach (1º)
- 1970-1971:  Bayern Monaco (5º)
- 1971-1972:  Schalke 04 (2º)
- 1972-1973:  Borussia M'gladbach (2º)
- 1973-1974:  Eintracht Francoforte (1º)
- 1974-1975:  Eintracht Francoforte (2º)
- 1975-1976:  Amburgo (2º)
- 1976-1977:  Colonia (2º)
- 1977-1978:  Colonia (3º)
- 1978-1979:  Fortuna Düsseldorf (1º)
- 1979-1980:  Fortuna Düsseldorf (2º)
- 1980-1981:  Eintracht Francoforte (3º)
- 1981-1982:  Bayern Monaco (6º)
- 1982-1983:  Colonia (4º)
- 1983-1984:  Bayern Monaco (7º)
- 1984-1985:  Bayer Uerdingen (1º)
- 1985-1986:  Bayern Monaco (8º)
- 1986-1987:  Amburgo (3º)
- 1987-1988:  Eintracht Francoforte (4º)
- 1988-1989:  Borussia Dortmund (2º)
- 1989-1990:  Kaiserslautern (1º)
- 1990-1991:  Werder Brema (2º)
- 1991-1992:  Hannover 96 (1º)
- 1992-1993:  Bayer Leverkusen (1º)
- 1993-1994:  Werder Brema (3º)
- 1994-1995:  Borussia M'gladbach (3º)
- 1995-1996:  Kaiserslautern (2º)
- 1996-1997:  Stoccarda (3º)
- 1997-1998:  Bayern Monaco (9º)
- 1998-1999:  Werder Brema (4º)
- 1999-2000:  Bayern Monaco (10º)
- 2000-2001:  Schalke 04 (3º)
- 2001-2002:  Schalke 04 (4º)
- 2002-2003:  Bayern Monaco (11º)
- 2003-2004:  Werder Brema (5º)
- 2004-2005:  Bayern Monaco (12º)
- 2005-2006:  Bayern Monaco (13º)
- 2006-2007:  Norimberga (4º)
- 2007-2008:  Bayern Monaco (14º)
- 2008-2009:  Werder Brema (6º)
- 2009-2010:  Bayern Monaco (15º)
- 2010-2011:  Schalke 04 (5º)
- 2011-2012:  Borussia Dortmund (3º)
- 2012-2013:  Bayern Monaco (16º)
- 2013-2014:  Bayern Monaco (17º)
- 2014-2015:  Wolfsburg (1º)
- 2015-2016:  Bayern Monaco (18º)
- 2016-2017:  Borussia Dortmund (4º)
- 2017-2018:  Eintracht Francoforte (5º)
- 2018-2019:  Bayern Monaco (19º)
- 2019-2020:  Bayern Monaco (20º)
- 2020-2021:  Borussia Dortmund (5º)
- 2021-2022:  RB Lipsia (1º)
- 2022-2023:  RB Lipsia (2º)
- 2023-2024:  Bayer Leverkusen (2º)
- 2024-2025:  Stoccarda (4º)

## Vittorie per squadra
| Squadra               | Vittorie | Secondi posti | Anni delle vittorie |
| --------------------- | -------- | ------------- | --- |
| Bayern Monaco         | 20       | 4             | 1957, 1966, 1967, 1969, 1971, 1982, 1984, 1986, 1998, 2000, 2003, 2005, 2006, 2008, 2010, 2013, 2014, 2016, 2019, 2020 |
| Werder Brema          | 6        | 4             | 1961, 1991, 1994, 1999, 2004, 2009                                                                                     |
| Schalke 04            | 5        | 7             | 1937, 1972, 2001, 2002, 2011                                                                                           |
| Borussia Dortmund     | 5        | 5             | 1965, 1989, 2012, 2017, 2021                                                                                           |
| Eintracht Francoforte | 5        | 4             | 1974, 1975, 1981, 1988, 2018                                                                                           |
| Colonia               | 4        | 6             | 1968, 1977, 1978, 1983                                                                                                 |
| Stoccarda             | 4        | 3             | 1954, 1958, 1997, 2025                                                                                                 |
| Norimberga            | 4        | 2             | 1935, 1939, 1962, 2007                                                                                                 |
| Amburgo               | 3        | 3             | 1963, 1976, 1987 |
| Borussia M'gladbach   | 3        | 2             | 1960, 1973, 1995 |
| Kaiserslautern        | 2        | 6             | 1990, 1996 |
| Fortuna Düsseldorf    | 2        | 5             | 1979, 1980 |
| Bayer Leverkusen      | 2        | 3             | 1993, 2024 |
| Karlsruhe             | 2        | 2             | 1955, 1956 |
| RB Lipsia             | 2        | 2             | 2022, 2023 |
| Dresdner SC           | 2        | 0             | 1940, 1941 |
| Monaco 1860           | 2        | 0             | 1942, 1964 |
| Rot-Weiss Essen       | 1        | 1             | 1953 |
| Wolfsburg             | 1        | 1             | 2015 |
| VfB Lipsia            | 1        | 0             | 1936 |
| Rapid Vienna          | 1        | 0             | 1938 |
| First Vienna          | 1        | 0             | 1943 |
| Schwarz-Weiß Essen    | 1        | 0             | 1959 |
| Kickers Offenbach     | 1        | 0             | 1970 |
| Bayer Uerdingen       | 1        | 0             | 1985 |
| Hannover 96           | 1        | 0             | 1992 |